# Kommunanz Reckingen-Gluringen/Grafschaft
La Kommunanz Reckingen-Gluringen/Grafschaft est un ancien territoire du canton du Valais, en Suisse, sous la souveraineté commune de Grafschaft et Reckingen-Gluringen. Elle a intégré, le 1er janvier 2017, la commune de Goms.

## Géographie
Le territoire, inhabité, se situe dans le nord-est du canton du Valais, dans le district de Conches. Il mesure 0,68 km2. Il est composé d'un cirque, nommé Löüwene, sur le flanc sud d'une montagne, à une altitude allant de 1 900 à 2 200 m. Il est situé au-dessus d'un cône de déjection se déversant dans la vallée entre les localités de Ritzingen et Gluringen.

## Administration
Le territoire est la propriété conjointe de deux communes du Valais : Grafschaft et Reckingen-Gluringen jusqu'à la création de la commune de Goms au 1er janvier 2017.

## Histoire
Initialement, le territoire est la propriété des anciennes communes de Gluringen et Ritzingen (et s'appelle alors Kommunanz Gluringen/Ritzingen). En 2000, Ritzingen fusionne avec Biel et Selkingen pour donner la commune de Grafschaft ; le territoire devient propriété de Gluringen et de Grafschaft et s'appelle Kommunanz Gluringen/Grafschaft. En 2004, Gluringen fusionne avec Reckingen dans la commune de Reckingen-Gluringen ; le territoire prend son nom actuel.
La Kommunanz disparaît le 1er janvier 2017 avec la fusion des communes de Blitzingen, de Grafschaft, de Münster-Geschinen, de Niederwald et de Reckingen-Gluringen pour former la commune de Goms. Elle a été l'un des derniers territoires communs à plusieurs communes de Suisse. En 2017, le canton du Tessin possède les deux dernières Kommunanz du pays, la comunanza Capriasca/Lugano et la comunanza Cadenazzo/Monteceneri.